# Omanosaura
Genre
Omanosaura est un genre de sauriens de la famille des Lacertidae.

## Répartition
Les espèces de ce genre se rencontrent au Sultanat d'Oman et aux Émirats arabes unis.

## Liste des espèces
Selon The Reptile Database (30 janvier 2013) :
- Omanosaura cyanura (Arnold, 1972)
- Omanosaura jayakari (Boulenger, 1887)

## Publication originale
- Lutz, Bischoff, & Mayer, 1986 : Chemosystematische Untersuchungen zur Stellung von Lacerta jayakari Boulen-ger, 1887, sowie der Gattungen Gallotia Boulenger und Psammodromus Fitzinger (Sauria; Lacertidae). Journal of Zoological Systematics and Evolutionary Research, vol. 24, no 2, p. 144-157.